# Estrela de van Maanen
A Estrela de van Maanen é uma estrela anã branca. De todas anãs brancas conhecidas, ela é terceira mais próxima ao Sol; a mais próxima é Sirius B e a segunda é Procyon B.  Ela também é a mais próxima anã branca solitária ao Sol que se conhece. Está localizada a 14.1 anos-luz do Sol na constelação de Pisces, e tem um relativamente alto movimento próprio de 2.98" por ano. Ela é também muito fraca para ser vista a olho nu. Sua massa é estimada em 70% da massa do Sol, e o seu raio foi estimado em 1% do raio do Sol. Sua luminosidade está abaixo de 2/10.000 da solar.
A Estrela de van Maanen foi descoberta em 1917 por Adriaan van Maanen. Foi a terceira anã branca descoberta, depois de 40 Eridani B e Sirius B., p. 2